# لام تین
لام تین (به لاتین: Lam Tin) یک منطقهٔ مسکونی در جمهوری خلق چین است که در Kwun Tong District واقع شده‌است. لام تین ۲٫۱۸۴ کیلومتر مربع مساحت و ۱۳۱٬۰۰۰ نفر جمعیت دارد و ۸۸٫۳۹ متر بالاتر از سطح دریا واقع شده‌است.